# 流苏子属
流苏子属（学名：Coptosapelta）是茜草科下的一个属，为攀援状灌木植物。该属共有约13种，分布于亚洲东南部。